# باتشوكو براتس
غودينسيو مانويل براتس غيرينديان المعروف باسم باتشوكو براتس (1 يناير 1902 - 22 سبتمبر 1976). كان لاعب كرة قدم إسباني لعب كلاعب خط وسط لصالح ريال مورسيا وريال مدريد بين عامي 1927 و1932. كما لعب تسع مباريات مع المنتخب الإسباني بين عامي 1927و1930.
عمل لاحقًا كمدرب، وتولى مسئولية العديد من الفرق الكتالونية في الأربعينيات.

## المسيرة الكروية

### ريال مورسيا
وُلِد في 1 يناير 1902 في بورتوجاليتي ببيسكاي. بدأ براتس مسيرته الكروية في نادي باراكالدو، الذي تُوِّج معه بطلاً إقليمياً في عام 1919 وكان عمره 17 عامًا، والذي لعب معه لمدة سبع سنوات. تم التعاقد معه من قبل نادي ريال مورسيا في عام 1926، الذي كان يراقب اللاعبين الكتالونيين والباسكيين من فرق الدرجة الثانية، حيث كانوا لاعبين تنافسيين للغاية وكانت رواتبهم في متناول النادي. شارك لأول مرة مع مورسيا في مباراة ودية ضد ليفانتي في 30 يونيو 1926، حيث قدم أداءً أقنع مورسيا ببدء عملية إضفاء الطابع الرسمي على توقيعه.
أثبت براتس نفسه سريعًا باعتباره أفضل لاعب في النادي، حيث سلط المؤرخون الضوء على أدائه في كل مباراة لمورسيا. في 27 مارس 1927 في مباراة في مرحلة المجموعات بكأس ملك إسبانيا ضد نادي برشلونة أنجز مهمته في مراقبة جوزيب ساميتير العظيم  الذي أعجب بشدة بإصراره وملاحقته المتواصلة للكرة لدرجة أنه أخبر المدربين الوطنيين عنه، وبالتالي بعد أسبوعين تم استدعاؤه للمنتخب الوطني الإسباني لأول مرة. وبذلك أصبح أول لاعب كرة قدم ينتمي إلى نادٍ من منطقة مرسية يلعب للمنتخب الإسباني، وقد فاجأ اختياره الكثيرين لأنه في ذلك الوقت لم يكن المدربون الوطنيون يأخذون في اعتبارهم اللاعبين من الفرق في جنوب شرق شبه الجزيرة، حيث تتكون إسبانيا عادةً من لاعبين من أندية كاتالونية وباسكية، ولاعبين من أندية في مدريد وجاليسيا والأندلس ولكن بدرجة أقل.

### ريال مدريد
أعار مورسيا براتس إلى ريال مدريد لجولته في أمريكا في صيف عام 1927. حيث لعب مجموعه 12 مباراة في الأرجنتين وأوروغواي وبيرو وكوبا والمكسيك والولايات المتحدة،  أبرزها كان ضد المنتخب الأرجنتيني في 9 يوليو، حيث نجح في إبطال رايموندو أورسي الذي سجل في نهائي كأس العالم لكرة القدم عام 1934 في مباراة انتهت بالتعادل السلبي في النهاية. أبلغ براتس مورسيا أنه توصل إلى اتفاق مع مدريد للتوقيع معهم بمجرد وصوله إلى مورسيا، حيث حققت مورسيا ربحًا قدره 17000 بيزيتا مع هذا الانتقال.
لعب براتس دورًا حاسمًا في مساعدة مدريد على الفوز ببطولة منطقة مدريد وكأس الاتحاد المركزي 1927-1928 في موسمه الأول مع النادي. حيث بدأ في نهائي الأخير ضد أتلتيكو مدريد (3-0). وفي الموسم التالي في 10 فبراير كان أحد لاعبي كرة القدم الحادي عشر الذين لعبوا في أول مباراة لريال مدريد على الإطلاق في الدوري الإسباني الممتاز، وساعد فريقه على الفوز 5-0 على نادي أوروبا (إسبانيا). بدأ في أول كلاسيكو في الدوري الإسباني في اليوم التالي، وساعد فريقه على الفوز 2-1 على برشلونة.
كان براتس عضوًا في فريق مدريد الذي وصل إلى نهائيات كأس ملك إسبانيا مرتين متتاليتين في عامي 1929 و1930 إلى جانب أمثال فيليكس كيسادا وخوسيه ماريا بينيا وخايمي لازكانو وجاسبار روبيو، وكلاهما انتهى بخسارته أمام إسبانيول (2-1) وأتلتيك بلباو (3-2). لعب براتس 14 مباراة في الدوري حيث فاز مدريد بأول لقب له على الإطلاق في الدوري الإسباني وكان هذا في موسم 1931–32، وأنهى الدوري دون هزيمة. فاز ريال مدريد بالدوري مرة أخرى في الموسم التالي، ولكن هذه المرة لم يساهم براتس في انتصار النادي حيث لم يلعب مباراة واحدة في الدوري ذلك العام. وظل مخلصًا لريال مدريد لمدة ست سنوات من عام 1927 إلى عام 1933، وسجل إجمالي 1 هدف في 117 مباراة رسمية مع مدريد،  بما في ذلك هدف واحد في 50 مباراة بالدوري الإسباني،  و30 مباراة في الكأس، و37 في البطولة الإقليمية.

### مسيرته المهنية اللاحقة
أبدى نادي أتليتيك بلباو اهتمامه بالتعاقد مع براتس في عام 1931، لكن الصفقة انهارت لأن مدريد طلبت 40 ألف بيزيتا مقابل الانتقال. عندما غادر نادي الميرينجي في عام 1933 انضم براتس إلى نادي أليكانتي، الذي كان يلعب آنذاك في دوري الدرجة الثالثة، والذي لعب معه لمدة موسمين حتى عام 1935 عندما عاد إلى باراكالدو. كان لبراتس تأثير فوري في أليكانتي، حيث توج الفريق بطلاً لمجموعته في غضون عام واحد من وصوله، لكنهم انتهى بهم الأمر بالخروج من تصفيات الصعود على يد جيرونا. على الرغم من عدم تمتعه بلياقة بدنية جيدة خلال مبارياته الأولى في باراكالدو إلا أنه سرعان ما بدأ يبرز مرة أخرى، لكن مسيرته انتهت بعد ذلك باندلاع الحرب الأهلية الإسبانية.

## المسيرة الدولية
خاض براتس البالغ من العمر 25 عامًا أول مباراة دولية له مع إسبانيا في مباراة ودية ضد سويسرا في سانتاندير في نهاية موسمه الأول مع مورسيا في 17 أبريل 1927، حيث بدأ جنبًا إلى جنب مع أربعة لاعبين آخرين لأول مرة، بما في ذلك زميله السابق في فريق باراكالدو لافوينتي، وحينها فازت إسبانيا 1-0. في اليوم التالي ذكرت الصحافة الكتالونية أن "براتس كان بلا شك أفضل لاعب في خط الوسط"، مع موافقة العديد من الشخصيات البارزة الأخرى على هذا البيان: مثل المدربين الوطنيين مانويل دي كاسترو، وريكاردو كابوت، وحتى لويس كولينا سكرتير اللجنة الوطنية للحكام. في الشهر التالي في مايو شارك براتس للمرة الثانية والثالثة مع إسبانيا في مباراتين وديتين ضد فرنسا وإيطاليا، وفي كلتا المباراتين أشادت به الصحافة مرة أخرى، حيث ذكرت صحيفة موندو ديبورتيفو أنه كان "أفضل لاعب في الفريق، والأكثر ثباتًا مع تصميم كبير وفعالية".
لعب براتس ست مباريات أخرى لإسبانيا خلال فترة وجوده في مدريد، بما في ذلك المباراة الشهيرة ضد إنجلترا في 15 مايو 1929 في ملعب ميتروبوليتانو، حيث كان أحد لاعبي مدريد الخمسة الذين ساعدوا إسبانيا على تحقيق فوز 4-3، وبالتالي أصبح أول فريق من أوروبا القارية يهزم الإنجليز. لعب آخر مباراة دولية له مع إسبانيا في 30 نوفمبر 1930 في مباراة ودية ضد البرتغال، وساعد فريقه على الفوز 1-0.

## المهنة الإدارية
عندما انتهت الحرب الأهلية في عام 1939 تم تعيين براتس مدربًا لفريق الدرجة الثانية ستاديوم كلوب أفيلسينو، وهو المنصب الذي شغله لمدة عامين حتى عام 1941. واجه أفيليس فريق راسينغ سانتاندير لأول مرة في موسمه الثاني مع النادي، وفاز بنتيجة 1-0. لكن هذا الفوز لم يكن كافيًا لمنع استبدال براتس في منتصف الموسم بهيلاريو فرنانديز. تولى مسؤولية العديد من الأندية الكتالونية خلال أربعينيات القرن العشرين، مثل إندوتشو (1943-1944)، وكونستانسيا (1944-1945)، وباراكالدو (1945-1947). تم تعيينه من قبل نادي إندوتشو بالنيابة عن رئيسه لويس ماريا أوريبي، الذي تزامن معه في مدريد في موسم 1928-1929. كما قام بتدريب فريق لوسينس وسان فرناندو في الفترة من 1948 إلى 1949.

## الحياة اللاحقة
بدأ براتس يفكر في حياته بعد التقاعد أثناء وجوده في العاصمة، لذلك افتتح بارًا في باراكالدو في عام 1931، وبدأ في إدارته بعد أربع سنوات. واجه نادييه السابقين باراكالدو وريال مدريد بعضهما البعض على ما يسمى بـ "كأس باتشوكو براتس" في 16 مايو 1969، وبعد المباراة حصل على كأس من رئيس ريال مدريد آنذاك سانتياغو برنابيو.

## الوفاة
توفي براتس في 22 سبتمبر 1976 عن عمر يناهز 74 عامًا.

## الأوسمة
نادي مدريد لكرة القدم
- الدوري الاسباني:
  - الأبطال (1) : 1931–32
- كأس ملك إسبانيا:
  - المتسابق الثاني (2): 1929 و1930
- بطولة المركز الإقليمي:
  - الأبطال (3) : 1929–30، 1930–31، و1931–32
- كأس الاتحاد المركزي:
  - الأبطال (1) : 1927–28